# Antonin Cloche

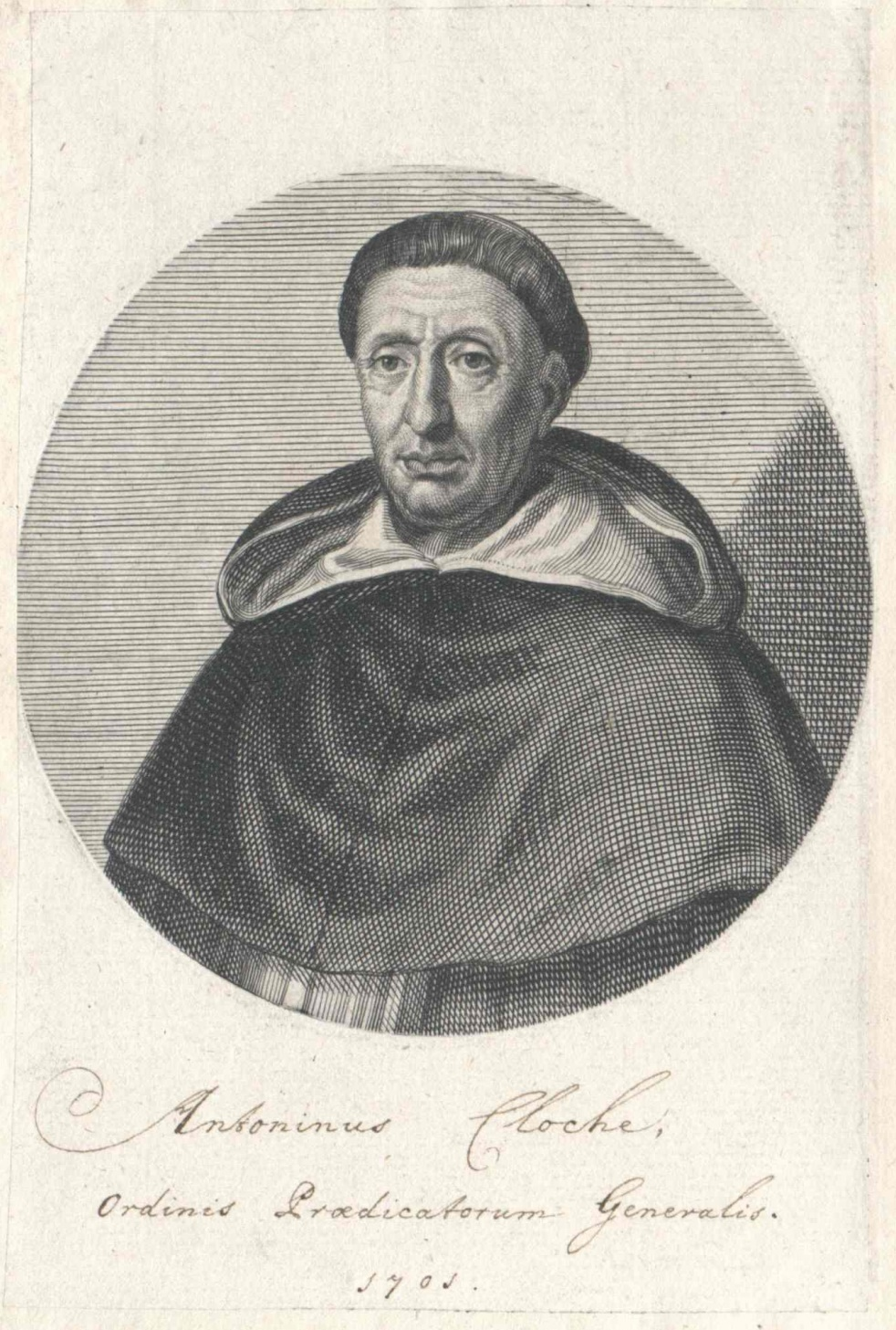
Antoninus Cloche Ordinis Praedicatorum Generalis, 1701. Grabado anónimo. Österreichische Nationalbibliothek.

Antonin Cloche (Saint-Sever, 16 de enero de 1628-Roma, 26 de febrero de 1720) fue un sacerdote dominico francés, Maestro General de la Orden de Predicadores desde 1686 y hasta su muerte, en 1720.

## Biografía
Cloche vistió el hábito dominico en 1644, en el convento de los Jacobins de Saint-Sever, fundado en 1280 por Leonor de Castilla, esposa de Eduardo I de Inglaterra. El convento, que había resultado seriamente dañado por los hugonotes dirigidos por Montgomery en 1569 y que en 1572, según una encuesta, se hallaba en gran parte en ruinas, pudo ser reconstruido gracias al dinero enviado por Cloche desde Roma, una vez fue elegido maestro general. Cursó el noviciado y se ordenó de sacerdote en Toulouse el 25 de marzo de 1651. En el capítulo general de junio de 1686 fue elegido por unanimidad maestro general, cargo que desempeñó hasta su muerte. Cloche no dejó escrita ninguna obra de erudición importante pero sí un elevado número de cartas dirigidas a sus hermanos de Orden durante los años de su gobierno, impulsando el estudio de las Sagradas Escrituras y de los escritos de santo Tomás de Aquino, estudios que conocieron un reverdecer en los años finales del siglo XVII.
También en sus cartas fomentó la consulta y conservación de los antiguos manuscritos y documentos que guardaban los conventos de la Orden en sus archivos con objeto de proceder a la redacción de una nueva historia de la Orden. Fruto de ese empeño aparecerán, a la larga, tres obras fundamentales: la biblioteca de autores dominicos, Scriptores ordinis praedicatorum, dirigida por Jacques Quétif y Jacques Échard, París, 1719-1810 (3 volúmenes); la recopilación de las bulas papales de Tomás Ripoll, publicadas con la colaboración de Antonin Brémond en ocho volúmenes entre 1729 y 1740, y los Annalium ordinis praedicatorum volumen primum, Roma, 1756. También revisó las reglas y constituciones de las monjas de la Orden de Santo Domingo.